# The Whale
The Whale es una "cantata dramática" escrita por el compositor inglés John Tavener en 1966. La obra se basa sin mucho rigor en la alegoría bíblica de Jonás y la ballena, aunque Tavener admitió que «La 'fantasía' creció y quizás en ocasiones casi engulle el texto bíblico: es por ello que el engullimiento de Jonás se convirtió literal en el sentido bíblico».
The Whale consta de tres secciones principales: Opening (Biblical Narrative), Melodrama y Pantomime (Storm) y Prayer (In the belly of the Whale). Fue estrenada en los Proms el 1 de agosto de 1969, con la London Sinfonietta bajo la batuta de David Atherton y los solistas Anna Reynolds, Raimund Herincx, Alvar Liddell y el compositor tocando el órgano y el órgano Hammond. En julio de 1970, The Whale fue grabada en Islington, Londres con los mismos integrantes. Fue lanzada como álbum de la discográfica de The Beatles, Apple Records, a finales de ese año.
El álbum fue relanzado a medidos de la década de 1970 con la discográfica de Ringo Starr, Ring'O Records, con una portada diferente.